# Martha Meza
Martha Elizabeth Meza (Las Lomitas, 10 de diciembre de 1952 - Ciudad de Formosa, 12 de enero de 2003) fue una docente y política argentina, que se desempeñó como Diputada Nacional por la provincia de Formosa entre 1999 y 2003, provincia en la que además fue Diputada Provincial. No finalizó su mandato como Diputada Nacional, que concluía en diciembre de 2003, ya que se suicidó en enero de aquel año.

## Biografía
En 1981, el entonces exgobernador de La Rioja, Carlos Saúl Menem fue detenido por el Proceso de Reorganización Nacional y trasladado a Las Lomitas inicialmente a dependencias de la Gendarmería Nacional, y posteriormente a la casa de la familia Meza donde comenzó su relación con Martha. Fruto de la relación, ese año nace Carlos Nair, el cual no fue reconocido judicialmente como hijo de Menem sino hasta el 2006. Martha se casó con Antonio Dorrego, quien se desempeñó como Intendente de Pirané e Interventor del PAMI en Formosa.

## Incursión política
Abandonó la profesión de maestra rural para dedicarse a la política impulsada por el mismo Menem en 1984, cuando fue elegida Diputada Provincial por el Partido Justicialista, siendo reelecta en 1990. Se desempeñó como funcionaria del Ministerio de Salud de la Nación. En 1995 reveló en el programa del periodista Mariano Grondona, que tenía un hijo con Menem, quien en ese entonces se desempeñaba como presidente, denunciando haber recibido amenazas. Se exilió en Paraguay hasta 1999 junto con su hijo, denunciando allí que fue víctima de un intento de secuestro.

## Últimos años y muerte
En 1999 fue elegida Diputada Nacional. El 12 de enero de 2003 se suicidó al ingerir herbicida.